# Töröttvonalfüggvény
A matematikában töröttvonalfüggvénynek nevezünk {\displaystyle f:[a,b]\to \mathbb {R} } függvényeket, ha van olyan {\displaystyle a=x_{0}<x_{1}<...<x_{n}=b} felosztás, hogy f mindegyik [xi-1,xi] intervallumban lineáris, azaz m·x+c alakú.

## Töröttvonalfüggvény közelítése
Bármely töröttvonalfüggvény egyenletesen megközelíthető polinomokkal. Legyen ugyanis az f töröttvonalfüggvény meredeksége az [xi-1,xi] intervallumban mi, és tekintsük a
{\displaystyle \Phi _{i}(x)={\begin{cases}0,&{\mbox{ha }}x\leq x_{i-1},\\(m_{i}-m_{i-1})\cdot (x-x_{i-1}),&{\mbox{ha }}x\geq x_{i-1}\end{cases}}}
függvényeket (i=1,...,n), ahol m0=0. Ekkor a
{\displaystyle \Phi =\sum _{i=1}^{n}\Phi _{i}}
függvény olyan töröttvonalfüggvény, amelynek a meredeksége az [xi-1,xi] intervallumban mi minden i=1,...n-re. Ebből egyszerűen adódik, hogy
{\displaystyle f=\Phi +f\left(a\right)}.
Most belátjuk, hogy mindegyik Φi függvény egyenletesen megközelíthető polinomokkal az [a,b] intervallumban. Legyen i rögzített, és vezessük be az xi-1=c és m=(mi-mi-1/2) jelölést. Ekkor
{\displaystyle \Phi _{i}(x)=m\cdot \left(|x-c|+\left(x-c\right)\right)}
minden x-re. Válasszunk egy olyan r számot, amelyre c-r<a<b<c+r. Az előző példa szerint minden ε>0-hoz létezik olyan p polinom, hogy |p(x)-|x||<ε minden x∈[-1,1]-re. Ekkor a
{\displaystyle q_{i}(x)=mr\cdot p\left({\frac {x-c}{r}}\right)+m\cdot (x-c)}
polinomra teljesül, hogy
{\displaystyle |q_{i}(x)-\Phi _{i}(x)|<|m|r\cdot \varepsilon }
minden x∈[c-r,c+r]-re, tehát minden x∈[a,b]-re is. Így a
{\displaystyle q=f(a)+\sum _{i=1}^{n}q_{i}}
polinom rendelkezik a tulajdonsággal, hogy
{\displaystyle |q(x)-f(x)|<K\cdot \varepsilon }
minden x∈[a,b]-re, ahol K konstans nem függ ε-tól.